# غول سرخ

مقایسه میان غول سرخ نگهبان شمال «شعاع ۲۰ میلیون کیلومتر» و خورشید «شعاع ۰٫۷ میلیون کیلومتر» با ابرغول قلب عقرب «شعاع ۳۰۰ میلیون کیلومتر»

غول سرخ، یک ستارهٔ بزرگ و درخشان است که در مرحلهٔ دوم عمرش به سر می‌برد. همجوشی هسته‌ای در لایهٔ بیرونی مرکز این ستاره اتفاق می‌افتد.
هستهٔ این ستارگان بسیار فشرده از جنس هلیوم است و دمای سطح آن‌ها کمتر از ستارگانی که مرحلهٔ اول عمرشان را می‌گذرانند می‌باشد (حدود ۵٬۰۰۰ درجهٔ سانتی‌گراد).

## چگونگی عملکرد

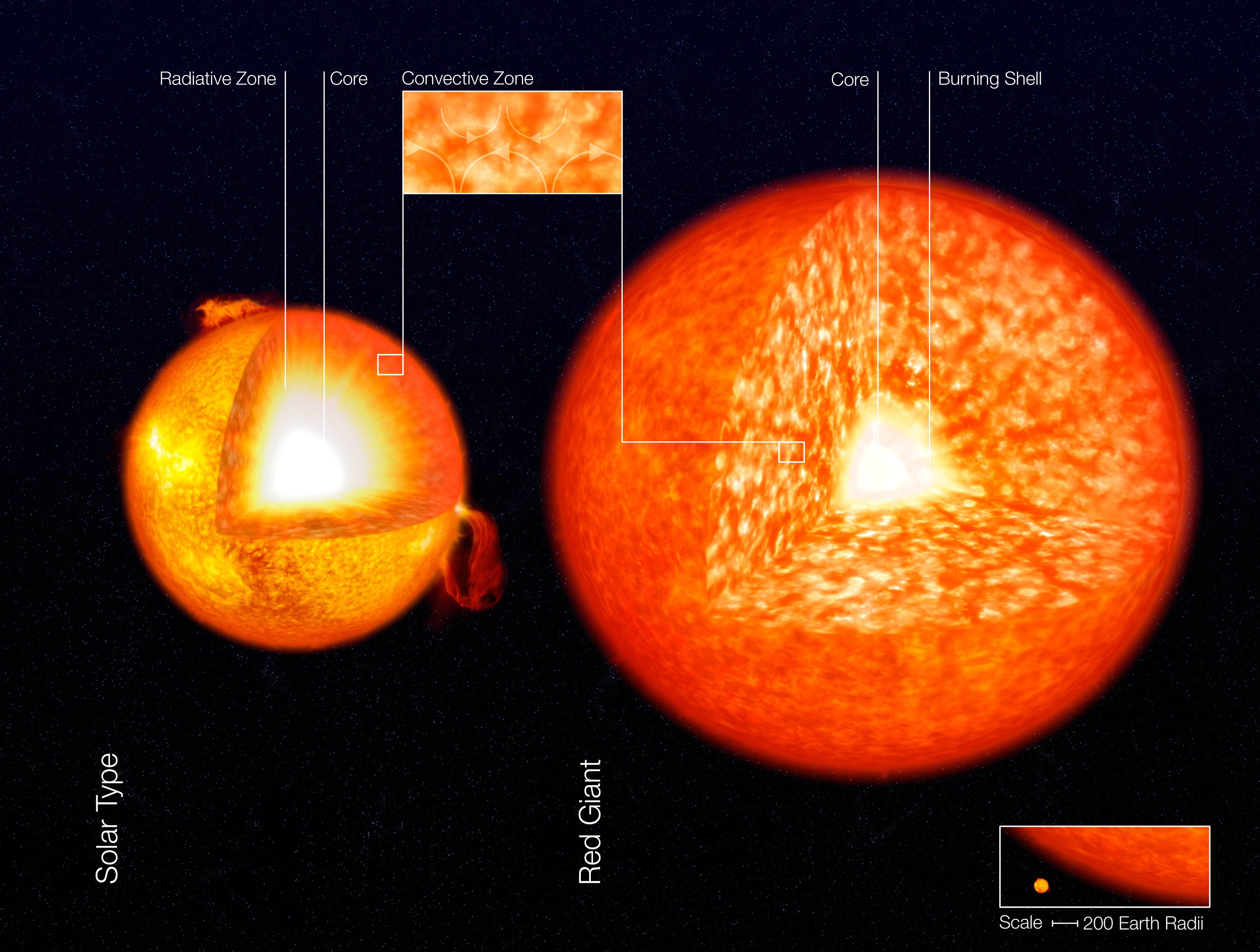
مقایسه ساختار یک غول قرمز با خورشید

یک ستاره بعد از چند میلیارد سال برای واکنش‌های همجوشی هسته‌ای، هیدروژن کافی در هسته‌اش ندارد. در عوض هلیوم‌های باقی‌مانده از واکنش‌های پیشین در هستهٔ ستاره مانده، در لایه‌های بیرونی ستاره هنوز مقداری هیدروژن موجود است؛ ولی، به مقدار کافی گرم نیستند تا در واکنش هسته‌ای شرکت کنند.
بنابراین، به دلیل نداشتن سوخت، ستاره شروع به سرد شدن و کوچک شدن می‌کند. لایه‌های درونی ستاره بر اثر جاذبه به سمت هسته کشیده می‌شوند و همین‌طور گرم‌تر می‌شوند. بخش بیرونی ستاره به قدر کافی گرم می‌شود تا فرایند همجوشی هسته‌ای را آغاز کند. ستاره منبع انرژی جدیدی می‌یابد؛ سپس، پوستهٔ ستاره آغاز به سوختن می‌کند و گرمای تولید شده باعث منبسط شدن ستاره می‌شود که غول سرخ نامیده می‌شود.

## خورشید به عنوان غول سرخ در آینده

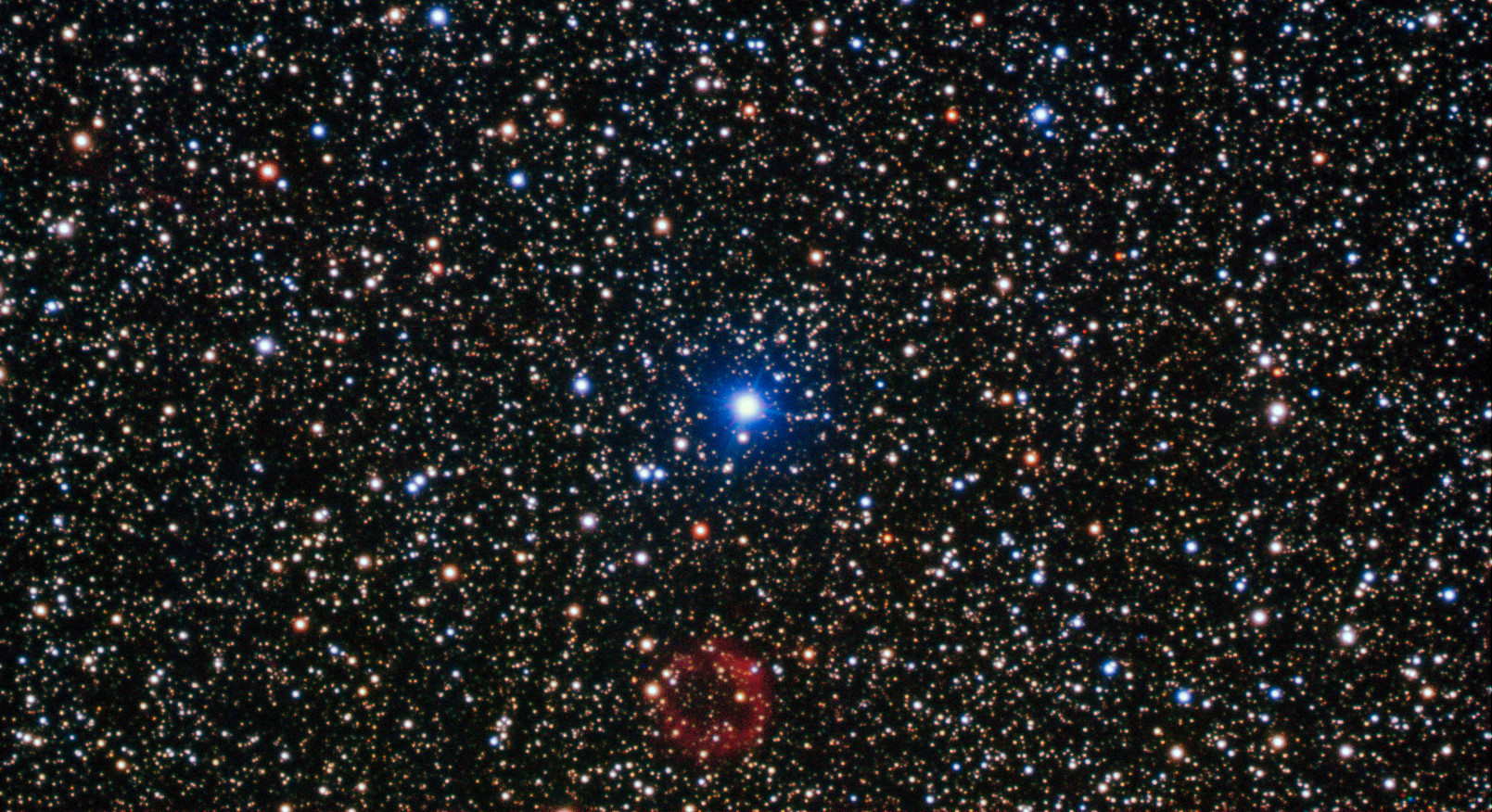
در پایین ستاره درخشان مرکز یک لکه قرمز نسبتاً غیرقابل توجه وجود دارد که ستاره کوتوله سفید کوچکی که تحت فلش هلیوم است؛ قرار دارد

در ۵ الی ۶ میلیارد سال آینده، خورشید تمام سوخت هیدروژن موجود در هسته خود را مصرف می‌کند و شروع به منبسط شدن می‌کند. در بزرگ‌ترین حالت، سطح آن به حدود مدار فعلی زمین خواهد رسید. سپس خورشید اتمسفر خود را به‌طور کامل از دست می‌دهد؛ لایه‌های بیرونی یک سحابی سیاره‌ای و هسته یک کوتوله سفید را تشکیل می‌دهد.
تکامل خورشید در مرحله غول سرخ به‌طور کامل مدل‌سازی شده است، اما هنوز مشخص نیست که آیا خورشید زمین را خواهد بلعید یا اینکه زمین در مدار خود باقی خواهد ماند. عدم اطمینان در این مورد به این دلیل است که خورشید درحالی که هیدروژن را می‌سوزاند، جرم خود را به تدریج از دست می‌دهد و در نتیجه گرانش آن نیز کمتر شده و باعث می‌شود در طی چند میلیارد سال آینده مدار زمین (و بقیه سیارات منظومه شمسی) به مدار دورتری منتقل شود و زمین از خورشید فاصله بیشتری بگیرد. همچنین عدم قطعیتی در مورد محاسبه مدار سیارات در ۵ الی ۶ میلیارد سال آینده وجود دارد، بنابراین سرنوشت زمین به خوبی مشخص نیست.
در درخشان‌ترین حالت، خورشید در حالت غول سرخ چند هزار بار درخشان تر از امروز خواهد بود اما دمای سطح آن حدود نیمی از دمای فعلی خواهد بود. در فاز غول سرخ، خورشید به قدری درخشنده خواهد شد که تمام آب موجود روی زمین را به درون فضا تبخیر می‌کند و زمین دیگر قادر به پشتیبانی از حیات نخواهد بود.

## تغییرات خورشید
خورشید در ۴ میلیارد سال بعدی، به نور افشانی ادامه خواهد داد و اندازهٔ آن به تدریج بزرگ خواهد شد، به طوری که قطر آن ۲۵ درصد بزرگتر از مقدار فعلی می‌شود، اما دمای آن تقریباً معادل دمای فعلی باقی می‌ماند و درخشندگی آن تا ۵۰ درصد بیشتر می‌شود.
تمام هیدروژن موجود در خورشید به هلیوم تبدیل شده و آنچه در مرکز خورشید باقی می‌ماند، یک مغز هلیومی، یعنی یک منطقهٔ کوچک چگال است که تقریباً به‌طور کامل محتوی هلیوم است.
میلیاردها سال پس از این مرحله، یعنی هنگامی که سن خورشید به ۱۰ میلیارد سال می‌رسد، خورشید دو و نیم بار بزرگ‌تر از اندازهٔ کنونی می‌شود. در طی این افزایش اندازه، دما کاهش می‌یابد؛ زیرا، منبع جدید دیگر برای تولید انرژی در کار نیست. محاسبه شده که مغز هلیومی خورشید در این مرحله حدود ۴۰ هزار کیلومتر قطر دارد که تنها یک صدم اندازهٔ خورشید در آن زمان است. سپس، انقباض مغز هلیومی آغاز می‌شود تا جایی که قطرش حدود دو برابر قطر زمین می‌شود و یک چهارم کل جرم خورشید را در بر می‌گیرد.

نکتهٔ جالب توجه این است که در این حالت، مغز هلیومی یک میلیون بار پر جرم تر از زمین می‌شود و چگالی گاز در این مغزی، ۵۰ هزار برابر چگالی آهن می‌شود، یعنی وزن یک انگشتانه پر از مادهٔ ان به حدود یک تن می‌رسد.

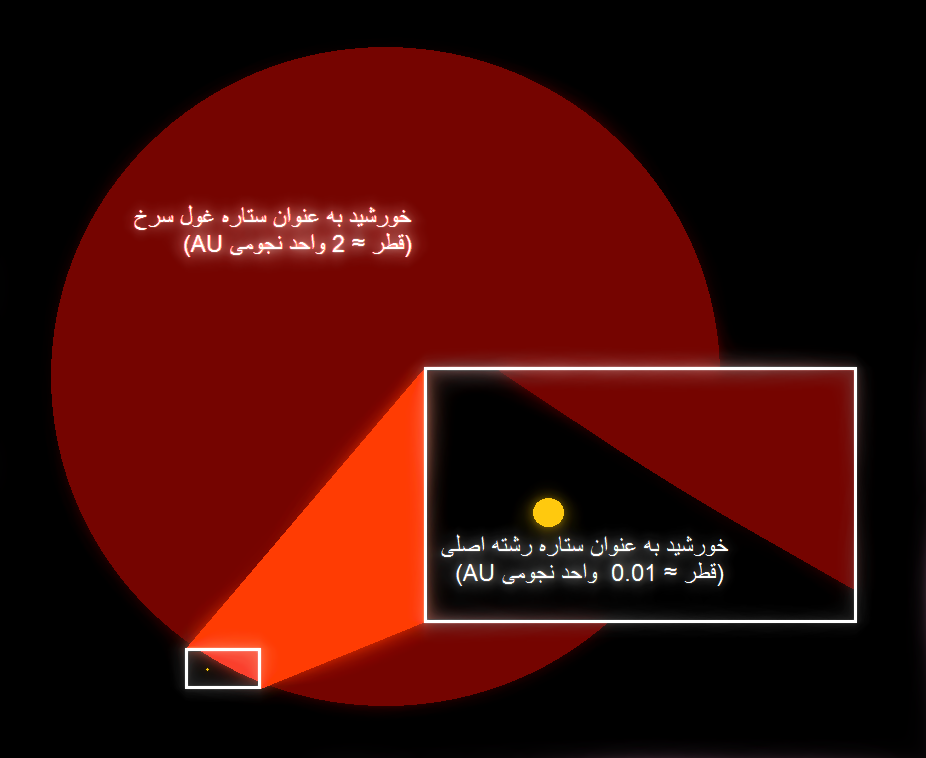
مقایسه خورشید امروزی با خورشید غول سرخ در آینده